# Hairdresser On Fire
"Hairdresser On Fire" er titlen på en komposition af den britiske sanger og sangskriver Morrissey. Nummeret, som indgår på både Viva Hate og Bona Drag, er også b-side på singlen "Suedehead" (1988). 

## Andet
"Hairdresser On Fire" er bonusnummer på amerikanske og canadiske CD'er og kasettebånd. Nummeret findes også som en "bonus etched 7") vedlagt tidlige eksemplarer af den japanske LP af Viva Hate (1988). 